# Список номинантов и лауреатов премии «Золотая маска» 2009 года
«Золотая маска» — российская национальная театральная премия и фестиваль. «Золотая маска» была учреждена Союзом театральных деятелей России (СТД РФ) в 1993 году (в некоторых источниках назван 1994 год) по инициативе народного артиста СССР М. А. Ульянова (председатель СТД РФ в 1986—1996 годах) и при участии его заместителя В. Г. Урина и драматурга В. В. Павлова.

## О премии
Премия присуждается на конкурсной основе один раз в год по итогам прошедшего театрального сезона за творческие достижения в области театрального искусства, вручается спектаклям всех жанров театрального искусства: драма, опера, балет, оперетта и мюзикл, кукольный театр.
Для отбора спектаклей на конкурсы создаётся два экспертных совета — один для спектаклей театра драмы и театров кукол, второй для спектаклей оперы, оперетты / мюзикла и балета. Для определения победителей — лауреатов из состава номинантов (тайным голосованием по результатам фестиваля), создаётся два профессиональных жюри — по аналогии с экспертными советами — одно для спектаклей театра драмы и театров кукол и второе для спектаклей оперы, оперетты / мюзикла и балета. В состав жюри не могут входить создатели и исполнители спектаклей, участвующих в фестивале, а также члены экспертного совета.

## Лауреаты и события фестиваля «Золотая маска» 2009 года
В Москве 15-й фестиваль «Золотая маска» прошёл с 27 марта по 17 апреля 2009 года. Для участия в конкурсе было отобрано 49 спектаклей 41 театра из 15 городов России. Объявлено 129 частных номинаций.
Проект «Премьеры Мариинского театра в Москве» показал оперу «Братья Карамазовы» (3 и 4 февраля), балет «Стеклянное сердце» (28 февраля) и «Вечер одноактных балетов»: «Карнавал», «Блудный сын», «Симфония до мажор» (1 марта). В рамках проекта «Легендарные спектакли и имена XX века» были показаны спектакли «Push» Сильви Гиллем и Рассела Малифанта (14 и 15 марта), «Last Touch First» Иржи Килиана (27 и 28 марта), «Impressing the Czar» Уильяма Форсайта (29 марта). С 9 по 13 апреля уже в десятый раз прошла программа «Russian Case», над афишой которой работала Елена Ковальская. В Центральном доме художника на Крымском валу состоялся 4-й театральный рынок «PRO-Театр-2009», в котором приняли участие театры, фестивали, театральные проекты из России, стран СНГ и Европы (были проведены семинары, круглые столы, мастер-классы). В первый раз прошёл фестиваль «Маска Плюс» — внеконкурсная программа фестиваля «Золотая маска», в которую вошли спектакли из России, а также из стран СНГ и Балтии, отобранные экспертами, но не участвующие в основной программе фестиваля.

### Номинанты премии «Золотая маска» 2009 года
Председателем экспертного совета драматического театра и театра кукол стал театральный критик Роман Должанский. В состав экспертного совета вошли: Александр Вислов (театральный критик), Алексей Гончаренко (театровед), Олег Лоевский (директор всероссийского фестиваля «Реальный театр»), Кристина Матвиенко (театральный критик), Майя Одина (театральный критик), Глеб Ситковский (театральный критик), Евгения Тропп (театровед, театральный критик).
Председателем экспертного совета музыкального театра стала оперный критик Елена Третьякова. В состав экспертного совета вошли: Дмитрий Абаулин (музыкальный критик, балетный критик), Екатерина Бирюкова (музыкальный критик), Наталия Звенигородская (балетный критик), Наталья Курюмова (балетный критик), Илья Кухаренко (музыкальный критик), Ярослав Седов (балетный критик), Дмитрий Циликин (музыкальный критик).
Таблица номинантов составлена на основании официального опубликованного списка, с группировкой по спектаклям. Положение о премии и фестивале «Золотая маска» не регламентирует максимальное количество номинантов в одной номинации. Каждый экспертный совет самостоятельно определяет номинантов соответствующих конкурсов, но должен отобрать для соискания премии в любой номинации не менее двух номинантов, что обеспечивает соблюдение конкурсной основы соискания и присуждения премии. Экспертные советы имеют право принять решение об отсутствии номинантов премии в любой номинации. В таблице объединены в одну колонку номинации «лучшая женская роль» и «лучшая мужская роль».
Легенда:
  — Спектакль номинирован в номинации «Лучший спектакль»

«–» — Этот аспект спектакля не номинирован
| Конкурс спектаклей драматического театра (спектакль большой формы)                                | Конкурс спектаклей драматического театра (спектакль большой формы) | Конкурс спектаклей драматического театра (спектакль большой формы) | Конкурс спектаклей драматического театра (спектакль большой формы)                   | Конкурс спектаклей драматического театра (спектакль большой формы) |
| ------------------------------------------------------------------------------------------------- | ------------------------------------------------------------------ | ------------------------------------------------------------------ | ------------------------------------------------------------------------------------ | ------------------------------------------------------------------ |
|                                                                                                   |                                                                    |                                                                    |                                                                                      |                                                                    |
| Спектакль/номинации                                                                               | лучший спектакль                                                   | лучшая работа режиссёра                                            | лучшая роль                                                                          | лучшая работа художника-постановщика                               |
|                                                                                                   |                                                                    |                                                                    |                                                                                      |                                                                    |
| «Бесплодные усилия любви» Академический Малый драматический театр — Театр Европы, Санкт-Петербург | зелёная ✓                                                          | Лев Додин                                                          | –                                                                                    | –                                                                  |
| «Бесприданница» Театр «Мастерская Петра Фоменко», Москва                                          | зелёная ✓                                                          | Пётр Фоменко                                                       | Полина Агуреева (Лариса) • Евгений Цыганов (Карандышев)                              | –                                                                  |
| «Берег Утопии» Российский академический молодёжный театр, Москва                                  | зелёная ✓                                                          | Алексей Бородин                                                    | Илья Исаев (Александр Герцен) • Евгений Редько (Виссарион Белинский)                 | Станислав Бенедиктов                                               |
| «Войцек» Алтайский краевой театр драмы имени В. М. Шукшина, Барнаул                               | зелёная ✓                                                          | Владимир Золотарь                                                  | Наталья Макарова (Мария) • Александр Хряков (Войцек)                                 | Олег Головко                                                       |
| «Дядюшкин сон» Большой драматический театр имени Г. А. Товстоногова, Санкт-Петербург              | зелёная ✓                                                          | Темур Чхеидзе                                                      | Полина Толстун (Зинаида) • Алиса Фрейндлих (Москалева) • Олег Басилашвили (Князь К.) | –                                                                  |
| «Женитьба» Александринский театр, Санкт-Петербург                                                 | зелёная ✓                                                          | Валерий Фокин                                                      | Игорь Волков (Подколесин) • Дмитрий Лысенков (Кочкарев)                              | Александр Боровский                                                |
| «Максар. Степь в крови» Бурятский театр драмы имени Х. Намсараева, Улан-Удэ                       | зелёная ✓                                                          | Олег Юмов                                                          | Саяна Цыдыпова (Максармаа хатан) • Баста Цыденов (Максар Хаан)                       | Мария Вольская                                                     |
| «Полковник-птица» Театр драмы имени М. Горького, Самара                                           | зелёная ✓                                                          | Вячеслав Гвоздков                                                  | Роза Хайруллина (Пепа)                                                               | –                                                                  |
| «Чайка» Драматический театр имени А. С. Пушкина, Красноярск                                       | зелёная ✓                                                          | Олег Рыбкин                                                        | –                                                                                    | Игорь Капитанов                                                    |
| «Чайка» Александринский театр, Санкт-Петербург                                                    | зелёная ✓                                                          | Кристиан Люпа                                                      | Марина Игнатова (Аркадина)                                                           | –                                                                  |
|                                                                                                   |                                                                    |                                                                    |                                                                                      |                                                                    |
| Конкурс спектаклей драматического театра (спектакль малой формы)                                  |                                                                    |                                                                    |                                                                                      |                                                                    |
|                                                                                                   |                                                                    |                                                                    |                                                                                      |                                                                    |
| «Битва жизни» Театр «Студия театрального искусства», Москва                                       | зелёная ✓                                                          | Сергей Женовач                                                     | –                                                                                    | –                                                                  |
| «Дама с собачкой» Большой драматический театр имени Г. А. Товстоногова, Санкт-Петербург           | зелёная ✓                                                          | Анатолий Праудин                                                   | Александра Куликова (г-жа фон Дидериц) • Василий Реутов (Гуров)                      | Александр Орлов                                                    |
| «Роберто Зукко» Театр юного зрителя, Москва                                                       | зелёная ✓                                                          | Кама Гинкас                                                        | –                                                                                    | Сергей Бархин                                                      |
| «Русское варенье» Театр сатиры на Васильевском, Санкт-Петербург                                   | зелёная ✓                                                          | –                                                                  | –                                                                                    | Елена Дмитракова                                                   |
| «Шведская спичка» Театр наций, Москва                                                             | зелёная ✓                                                          | –                                                                  | Евгений Ткачук (Чубиков)                                                             | –                                                                  |
| «Человек-Подушка» Театр юного зрителя, Екатеринбург                                               | зелёная ✓                                                          | –                                                                  | Олег Гетце (Катурян)                                                                 | –                                                                  |

| Конкурс спектаклей театров оперы                                                                 | Конкурс спектаклей театров оперы | Конкурс спектаклей театров оперы | Конкурс спектаклей театров оперы | Конкурс спектаклей театров оперы     | Конкурс спектаклей театров оперы | Конкурс спектаклей театров оперы    | Конкурс спектаклей театров оперы | Конкурс спектаклей театров оперы |
| ------------------------------------------------------------------------------------------------ | -------------------------------- | -------------------------------- | --- | ------------------------------------ | -------------------------------- | ----------------------------------- | -------------------------------- | -------------------------------- |
|                                                                                                  |                                  |                                  | |                                      |                                  |                                     |                                  |                                  |
| Спектакль/номинации                                                                              | лучший спектакль                 | лучшая работа режиссёра          | лучшая роль | лучшая работа художника-постановщика | лучшая работа художника по свету | лучшая работа художника по костюмам | лучшая работа дирижёра           | лучшая работа композитора        |
|                                                                                                  |                                  |                                  | |                                      |                                  |                                     |                                  |                                  |
| «Александр Македонский» Театр оперы и балета Республики Саха (Якутия), Якутск                    | зелёная ✓                        | –                                | Анастасия Мухина (Мидия) • Николай Попов (Александр Македонский)                                                                           | Геннадий Сотников                    | –                                | Саргылана Иванова                   | Сергей Разенков                  | Владимир Кобекин                 |
| «Братья Карамазовы» Мариинский театр, Санкт-Петербург                                            | зелёная ✓                        | Василий Бархатов                 | Николай Гассиев (Фёдор Павлович Карамазов) • Алексей Марков (Иван Карамазов)                                                               | Зиновий Марголин                     | –                                | –                                   | –                                | Александр Смелков                |
| «Золушка» Театр «Зазеркалье», Санкт-Петербург                                                    | зелёная ✓                        | Александр Петров                 | Юлия Неженцева (Анджолина) | –                                    | –                                | –                                   | Павел Бубельников                | –                                |
| «Майская ночь» Музыкальный театр имени К. С. Станиславского и Вл. И. Немировича-Данченко, Москва | зелёная ✓                        | Александр Титель                 | Дмитрий Степанович (Писарь) | Владимир Арефьев                     | Ильдар Бедердинов                | Владимир Арефьев                    | Феликс Коробов                   | –                                |
| «Орфей» Театр оперы и балета имени П. И. Чайковского, Пермь                                      | зелёная ✓                        | Георгий Исаакян                  | Дмитрий Бобров (Орфей) | Эрнст Гейдебрехт                     | –                                | –                                   | –                                | –                                |
| «Очарованный странник» Мариинский театр, Санкт-Петербург                                         | зелёная ✓                        | –                                | Кристина Капустинская (Груша) • Сергей Алексашкин (Флягин) • Андрей Попов (засечённый монах, князь, магнетизер, старик в лесу, рассказчик) | Александр Орлов                      | Евгений Ганзбург                 | –                                   | –                                | Родион Щедрин                    |
| «Пиковая дама» Большой театр, Москва                                                             | –                                | –                                | – | –                                    | –                                | –                                   | Михаил Плетнёв                   | –                                |
| «Человеческий голос» Фонд «Русское исполнительское искусство», Москва                            | зелёная ✓                        | –                                | Ольга Балашова (Мадам) | –                                    | –                                | –                                   | –                                | –                                |

| Конкурс спектаклей оперетты / мюзикла                            | Конкурс спектаклей оперетты / мюзикла | Конкурс спектаклей оперетты / мюзикла | Конкурс спектаклей оперетты / мюзикла                                         | Конкурс спектаклей оперетты / мюзикла | Конкурс спектаклей оперетты / мюзикла | Конкурс спектаклей оперетты / мюзикла | Конкурс спектаклей оперетты / мюзикла |
| ---------------------------------------------------------------- | ------------------------------------- | ------------------------------------- | ----------------------------------------------------------------------------- | ------------------------------------- | ------------------------------------- | ------------------------------------- | ------------------------------------- |
|                                                                  |                                       |                                       |                                                                               |                                       |                                       |                                       |                                       |
| Спектакль/номинации                                              | лучший спектакль                      | лучшая работа режиссёра               | лучшая роль                                                                   | лучшая работа художника-постановщика  | лучшая работа художника по костюмам   | лучшая работа дирижёра                | лучшая работа композитора             |
|                                                                  |                                       |                                       |                                                                               |                                       |                                       |                                       |                                       |
| «Екатерина Великая» Театр музыкальной комедии, Екатеринбург      | зелёная ✓                             | Нина Чусова                           | Мария Виненкова (Фике (молодая Екатерина)) • Владимир Фомин (Петр III, Павел) | –                                     | Павел Каплевич                        | Борис Нодельман                       | Сергей Дрезнин                        |
| «Гадюка» Театр музыкальной комедии, Новосибирск                  | зелёная ✓                             | Гали Абайдулов                        | Елизавета Дорофеева (Ольга Зотова) • Ярослав Шварёв (Брыкин, он же Педотти)   | –                                     | –                                     | Эхтибар Ахмедов                       | Александр Колкер                      |
| «Конёк Горбунок» Художественный театр имени А. П. Чехова, Москва | зелёная ✓                             | –                                     | –                                                                             | Зиновий Марголин                      | Мария Данилова                        | –                                     | –                                     |
| «Мария де Буэнос-Айрес» «Театро Ди Капуа», Санкт-Петербург       | зелёная ✓                             | –                                     | Габриелла Бергалло (Мария)                                                    | –                                     | –                                     | –                                     | –                                     |
| «Продавец птиц» Театр музыкальной комедии, Санкт-Петербург       | зелёная ✓                             | Юрий Александров                      | Иван Корытов (Станислав)                                                      | Вячеслав Окунев                       | Вячеслав Окунев                       | Андрей Алексеев                       | –                                     |

| Конкурс спектаклей балета                                                                        | Конкурс спектаклей балета | Конкурс спектаклей балета                                  | Конкурс спектаклей балета            | Конкурс спектаклей балета        | Конкурс спектаклей балета           | Конкурс спектаклей балета | Конкурс спектаклей балета                              |
| ------------------------------------------------------------------------------------------------ | ------------------------- | ---------------------------------------------------------- | ------------------------------------ | -------------------------------- | ----------------------------------- | ------------------------- | ------------------------------------------------------ |
|                                                                                                  |                           |                                                            |                                      |                                  |                                     |                           |                                                        |
| Спектакль/номинации                                                                              | лучший спектакль          | лучшая роль                                                | лучшая работа художника-постановщика | лучшая работа художника по свету | лучшая работа художника по костюмам | лучшая работа дирижёра    | лучшая работа постановщика (балетмейстера/ хореографа) |
|                                                                                                  |                           |                                                            |                                      |                                  |                                     |                           |                                                        |
| «Баядерка» Театр оперы и балета, Новосибирск                                                     | зелёная ✓                 | Игорь Зеленский (Солор)                                    | Давид Монавардисашвили               | Владимир Лукасевич               | –                                   | Андрей Данилов            | Игорь Зеленский                                        |
| «Диана Вишнёва: красота в движении» Проект Сергея Даниляна, США-Россия                           | зелёная ✓                 | Диана Вишнёва                                              | –                                    | –                                | –                                   | –                         | –                                                      |
| «Карнавал» Мариинский театр, Санкт-Петербург                                                     | зелёная ✓                 | Евгения Образцова (Коломбина) • Владимир Шкляров (Арлекин) | –                                    | –                                | Татьяна Ногинова                    | –                         | Сергей Вихарев                                         |
| «Корсар» Театр оперы и балета, Пермь                                                             | зелёная ✓                 | Наталья Моисеева (Медора) • Иван Порошин (Бирбанто)        | –                                    | –                                | –                                   | Александр Анисимов        | Василий Медведев                                       |
| «Пламя Парижа» Большой театр, Москва                                                             | зелёная ✓                 | Наталья Осипова (Жанна) • Иван Васильев (Филипп)           | Илья Уткин и Евгений Монахов         | Дамир Исмагилов                  | Елена Марковская                    | Павел Сорокин             | Алексей Ратманский                                     |
| «Сильфида» Большой театр, Москва                                                                 | зелёная ✓                 | Наталья Осипова (Сильфида)                                 | –                                    | –                                | –                                   | –                         | Йохан Кобборг                                          |
| «Урок» Большой театр, Москва                                                                     | зелёная ✓                 | Сергей Филин (Учитель)                                     | –                                    | –                                | –                                   | –                         | –                                                      |
|                                                                                                  |                           |                                                            |                                      |                                  |                                     |                           |                                                        |
| Конкурс спектаклей балета (современный танец)                                                    |                           |                                                            |                                      |                                  |                                     |                           |                                                        |
|                                                                                                  |                           |                                                            |                                      |                                  |                                     |                           |                                                        |
| «Luftmangel» Танцевальный проект «Онэ Цукер», Москва                                             | зелёная ✓                 | –                                                          | –                                    | –                                | –                                   | –                         | –                                                      |
| «Глиняный ветер» Эксцентрик-балет Сергея Смирнова, Екатеринбург                                  | зелёная ✓                 | –                                                          | –                                    | –                                | –                                   | –                         | Сергей Смирнов                                         |
| «Маленькие истории, рассказанные другу. Версия 2» Эксцентрик-балет Сергея Смирнова, Екатеринбург | зелёная ✓                 | Ашот Назаретян (солист)                                    | –                                    | –                                | –                                   | –                         | Сергей Смирнов                                         |
| «Хури-хури» Театр танца «Киплинг», Екатеринбург                                                  | зелёная ✓                 | –                                                          | –                                    | –                                | –                                   | –                         | –                                                      |

| Конкурс спектаклей театров кукол                                 | Конкурс спектаклей театров кукол | Конкурс спектаклей театров кукол                 | Конкурс спектаклей театров кукол     | Конкурс спектаклей театров кукол       |
| ---------------------------------------------------------------- | -------------------------------- | ------------------------------------------------ | ------------------------------------ | -------------------------------------- |
|                                                                  |                                  |                                                  |                                      |                                        |
| Спектакль/номинации                                              | лучший спектакль                 | лучшая работа режиссёра                          | лучшая работа художника-постановщика | лучшая актёрская работа                |
|                                                                  |                                  |                                                  |                                      |                                        |
| «Вишнёвый сад» Театр кукол «Огниво», Мытищи                      | зелёная ✓                        | Олег Жюгжда                                      | Валерий Рачковский                   | Станислав Железкин (Фирс)              |
| «Ленинградка» Театр-студия «Куб», Санкт-Петербург                | зелёная ✓                        | Алексей Шишов, Борис Константинов и Денис Шадрин | Виктор Антонов                       | –                                      |
| «Олонхо» Театр актера и куклы Республики Саха, Нерюнгри          | зелёная ✓                        | –                                                | Пётр Скрябин                         | –                                      |
| «Собачья сказка» Театр кукол Республики Карелия, Петрозаводск    | зелёная ✓                        | Наталья Пахомова                                 | Мария Иванова                        | Александр Третьяков (Воржишек, собака) |
| «Соседи» Хакасский национальный театр кукол «Сказка», Абакан     | зелёная ✓                        | –                                                | –                                    | –                                      |
| «Холстомер. История лошади» Большой театр кукол, Санкт-Петербург | зелёная ✓                        | Руслан Кудашов                                   | Андрей Запорожский                   | Пётр Васильев (Холстомер)              |

| Конкурс «Эксперимент» (поиск новых выразительных средств современного театра) | Конкурс «Эксперимент» (поиск новых выразительных средств современного театра) |
| ----------------------------------------------------------------------------- | ----------------------------------------------------------------------------- |
|                                                                               |                                                                               |
| Спектакль/номинации                                                           | лучший спектакль                                                              |
|                                                                               |                                                                               |
| «Каприч’ио» Театр «Гулливер», Курган                                          | зелёная ✓                                                                     |
| «Ликвидация» Liquid Theatre, Москва-Челябинск                                 | зелёная ✓                                                                     |
| «Милосердный богатырь» Театр юного зрителя Республики Саха (Якутия), Якутск   | зелёная ✓                                                                     |
| «Путешествие квадратика» Тотальный театр Вячеслава Колейчука, Москва          | зелёная ✓                                                                     |

### Лауреаты премии «Золотая маска» 2009 года
Председателем жюри драматического театра и театров кукол стал театровед, ректор высшего театрального училища им. М. С. Щепкина Борис Любимов, в члены жюри вошли Владимир Бирюков (режиссёр), Дина Годер (критик), Марина Зайонц (критик), Лариса Ломакина (художник), Евгений Марчелли (режиссёр), Оксана Мысина (актриса), Николай Песочинский (критик), Алла Покровская (актриса), Камиль Тукаев (актёр), Хурматулла Утяшев (актёр), Илья Эпельбаум (режиссёр).
Председателем жюри музыкальных театров выступил художественный руководитель Московской государственной академической филармонии Александр Чайковский, в члены жюри вошли Дмитрий Белов (режиссёр), Альберт Галичанин (артист балета), Ольга Гердт (критик), Алексей Гориболь (композитор), Максим Дунаевский (композитор), Александр Колесников (критик), Юрий Кочнев (дирижёр), Татьяна Куинджи (певица), Татьяна Кузовлева (критик), Игорь Нежный (художник), Марина Нестьева (музыковед), Гюляра Садых-Заде (критик), Алла Сигалова (хореограф).
Церемония вручения премий и торжественный вечер в честь юбилея фестиваля состоялись 18 апреля на сцене Музыкального театра имени К. С. Станиславского и Вл. И. Немировича-Данченко. Режиссёрами церемонии стали Андрей Могучий и Дмитрий Крымов. За музыкальное сопровождение отвечал композитор Александр Маноцков. В роли ведущего выступил Анатолий Смелянский. В балетных номинациях вручала награды Майя Плисецкая, «Золотые маски» в опере — Святослав Бэлза, в других номинациях — Резо Габриадзе, Константин Райкин, Ульяна Лопаткина.
В целом результаты фестиваля и итоги награждения не встретили негативной оценки в прессе. Критики отметили обширность внеконкурсной программы юбилейного фестиваля, одновременно отмечая «скромные достижения» конкурсных спектаклей. Обсуждение вызвало присуждение «Золотой маски» спектаклю режиссёра Владимира Золоторя — «Войцек» Алтайского краевого театра драмы (Барнаул). Местные власти сочли спектакль аморальным и запретили, заставив режиссера уйти из театра, что дало повод называть «Золотую маску» «самым смелым фестивалем страны». В конкурсе спектаклей балета безусловным лидером выступила Диана Вишнёва. Она и её проект получили сразу три «Золотые маски», что вызвало одобрение критиков. Газета Ведомости назвала решения жюри «самым безупречным за многие годы судейством».
Таблица лауреатов составлена на основании положения о премии (от 20 мая 2008 года) и официального опубликованного списка лауреатов.
Легенда:
     — Лауреаты премий в основных номинациях

     — Лауреаты премий в частных номинациях

 — Премия не присуждалась
| Конкурс                                                           | Номинация                                             | Победитель                                      | Произведение (роль)                                        | Театр (учреждение)                                                                                          |
| ----------------------------------------------------------------- | ----------------------------------------------------- | ----------------------------------------------- | ---------------------------------------------------------- | --- |
|                                                                   |                                                       |                                                 |                                                            | |
| Конкурс спектаклей драматического театра                          | Лучший спектакль большой формы                        | «Чайка»                                         | «Чайка»                                                    | Александринский театр, Санкт-Петербург                                                                      |
| Конкурс спектаклей драматического театра                          | Лучший спектакль малой формы                          | «Битва жизни»                                   | «Битва жизни»                                              | Студия театрального искусства, Москва                                                                       |
| Конкурс спектаклей драматического театра                          | Лучшая работа режиссёра                               | Валерий Фокин                                   | «Женитьба»                                                 | Александринский театр, Санкт-Петербург                                                                      |
| Конкурс спектаклей драматического театра                          | Лучшая работа художника-постановщика                  | Александр Боровский                             | «Женитьба»                                                 | Александринский театр, Санкт-Петербург                                                                      |
| Конкурс спектаклей драматического театра                          | Лучшая женская роль                                   | Полина Агуреева                                 | «Бесприданница» (Лариса)                                   | Мастерская Петра Фоменко, Москва                                                                            |
| Конкурс спектаклей драматического театра                          | Лучшая мужская роль                                   | Олег Басилашвили                                | «Дядюшкин сон» (Князь К.)                                  | Большой драматический театр им. Г. А. Товстоногова, Санкт-Петербург                                         |
|                                                                   |                                                       |                                                 |                                                            | |
| Конкурс спектаклей театров оперы                                  | Лучший спектакль                                      | «Золушка»                                       | «Золушка»                                                  | «Зазеркалье», Санкт-Петербург                                                                               |
| Конкурс спектаклей театров оперы                                  | Лучшая работа режиссёра                               | Георгий Исаакян                                 | «Орфей»                                                    | Театр оперы и балета им. П. Чайковского, Пермь                                                              |
| Конкурс спектаклей театров оперы                                  | Лучшая работа дирижёра                                | Павел Бубельников                               | «Золушка»                                                  | «Зазеркалье», Санкт-Петербург                                                                               |
| Конкурс спектаклей театров оперы                                  | Лучшая женская роль                                   | Кристина Капустинская                           | «Очарованный странник» (Груша)                             | Мариинский театр, Санкт-Петербург                                                                           |
| Конкурс спектаклей театров оперы                                  | Лучшая мужская роль                                   | Алексей Марков                                  | «Братья Карамазовы» (Иван Карамазов)                       | Мариинский театр, Санкт-Петербург                                                                           |
|                                                                   |                                                       |                                                 |                                                            | |
| Конкурс спектаклей оперетты / мюзикла                             | Лучший спектакль                                      | «Конёк-Горбунок»                                | «Конёк-Горбунок»                                           | МХАТ им. А. П. Чехова, Москва                                                                               |
| Конкурс спектаклей оперетты / мюзикла                             | Лучшая работа режиссёра                               | Гали Абайдулов                                  | «Гадюка»                                                   | Театр музыкальной комедии, Новосибирск                                                                      |
| Конкурс спектаклей оперетты / мюзикла                             | Лучшая работа дирижёра                                | Эхтибар Ахмедов                                 | «Гадюка»                                                   | Театр музыкальной комедии, Новосибирск                                                                      |
| Конкурс спектаклей оперетты / мюзикла                             | Лучшая женская роль                                   | Мария Виненкова                                 | «Екатерина Великая», (Фике (молодая Екатерина)             | Театр музыкальной комедии, Екатеринбург                                                                     |
| Конкурс спектаклей оперетты / мюзикла                             | Лучшая мужская роль                                   | N [ 16 ]                                        | N [ 16 ]                                                   | N [ 16 ] |
|                                                                   |                                                       |                                                 |                                                            | |
| Конкурс спектаклей балета                                         | Лучший спектакль балета                               | «Диана Вишнёва: Красота в движении»             | «Диана Вишнёва: Красота в движении»                        | «Проект Сергея Даниляна», США — Россия                                                                      |
| Конкурс спектаклей балета                                         | Лучший спектакль современного танца                   | «Глиняный ветер»                                | «Глиняный ветер»                                           | Эксцентрик-балет Сергея Смирнова, Екатеринбург                                                              |
| Конкурс спектаклей балета                                         | Лучшая работа постановщика (балетмейстера/хореографа) | Сергей Смирнов                                  | «Глиняный ветер»                                           | Эксцентрик-балет Сергея Смирнова, Екатеринбург                                                              |
| Конкурс спектаклей балета                                         | Лучшая работа дирижёра                                | Андрей Данилов                                  | «Баядерка»                                                 | Театр оперы и балета, Новосибирск                                                                           |
| Конкурс спектаклей балета                                         | Лучшая женская роль                                   | Диана Вишнёва                                   | «Диана Вишнёва: Красота в движении»                        | «Проект Сергея Даниляна», США — Россия                                                                      |
| Конкурс спектаклей балета                                         | Лучшая мужская роль                                   | Игорь Зеленский                                 | «Баядерка» (Солор)                                         | Театр оперы и балета, Новосибирск                                                                           |
|                                                                   |                                                       |                                                 |                                                            | |
| Конкурс спектаклей театров кукол                                  | Лучший спектакль                                      | «Соседи»                                        | «Соседи»                                                   | Хакасский национальный театр кукол «Сказка», Абакан                                                         |
| Конкурс спектаклей театров кукол                                  | Лучшая работа режиссёра                               | Алексей Шишов, Борис Константинов, Денис Шадрин | «Ленинградка»                                              | Театр-студия «КУБ», Санкт-Петербург                                                                         |
| Конкурс спектаклей театров кукол                                  | Лучшая работа художника                               | Виктор Антонов                                  | «Ленинградка»                                              | Театр-студия «КУБ», Санкт-Петербург                                                                         |
| Конкурс спектаклей театров кукол                                  | Лучшая актёрская работа                               | Пётр Васильев                                   | «Холстомер. История лошади», (Холстомер)                   | Большой театр кукол, Санкт-Петербург                                                                        |
|                                                                   |                                                       |                                                 |                                                            | |
| Из номинантов на звание «Лучший спектакль» — музыкальных театров  | Лучшая работа художника в музыкальном театре          | Эрнст Гейдебрехт                                | «Орфей»                                                    | Театр оперы и балета им. П. Чайковского, Пермь                                                              |
| Из номинантов на звание «Лучший спектакль» — музыкальных театров  | Лучшая работа художника по костюмам                   | Павел Каплевич                                  | «Екатерина Великая»                                        | Театр музыкальной комедии, Екатеринбург                                                                     |
| Из номинантов на звание «Лучший спектакль» — музыкальных театров  | Лучшая работа художника по свету                      | Ильдар Бедердинов                               | «Майская ночь»                                             | Музыкальный театр имени К. С. Станиславского и Вл. И. Немировича-Данченко, Москва                           |
| Из номинантов на звание «Лучший спектакль» — музыкальных театров  | Лучшая работа композитора                             | Родион Щедрин                                   | «Очарованный странник»                                     | Мариинский театр, Санкт-Петербург                                                                           |
|                                                                   |                                                       |                                                 |                                                            | |
| Эксперимент поиск новых выразительных средств современного театра | Лучший спектакль                                      | «Ликвидация»                                    | «Ликвидация»                                               | LIQUID Theatre, Москва-Челябинск                                                                            |
|                                                                   |                                                       |                                                 |                                                            | |
| Специальные премии                                                |                                                       |                                                 |                                                            | |
|                                                                   |                                                       |                                                 |                                                            | |
| Специальные премии жюри                                           |                                                       |                                                 |                                                            | |
| Специальная премия жюри драматического театра и театров кукол     | «Берег Утопии»                                        | «Берег Утопии»                                  | РАМТ, Москва                                               | |
| Специальная премия жюри драматического театра и театров кукол     | Наталья Макарова, Александр Хряков                    | «Войцек»                                        | Алтайский краевой театр драмы имени В. М. Шукшина, Барнаул | |
| Специальная премия жюри музыкальных театров                       | «Александр Македонский»                               | «Александр Македонский»                         | Театр оперы и балета Республики Саха, Якутск               | |
| Специальная премия жюри музыкальных театров                       | Наталья Осипова, Вячеслав Лопатин                     | «Сильфида»                                      | Большой театр, Москва                                      | |
| Приз критики                                                      | «Диана Вишнёва: Красота в движении»                   | «Диана Вишнёва: Красота в движении»             | «Проект Сергея Даниляна», США-Россия                       | |
| Лучший зарубежный спектакль, показанный в России в 2008 г.        | Тамаш Ашер                                            | «Иванов»                                        | Театр им. Йожефа Катоны, Венгрия                           | |
|                                                                   |                                                       |                                                 |                                                            | |
| За честь и достоинство                                            | Инна Соловьёва • Семён Лерман                         | За поддержку театрального искусства России      | За поддержку театрального искусства России                 | издательский дом «Коммерсантъ» • губернатор Ханты-Мансийского автономного округа — Югры Александр Филипенко |